# Saturno C-8

Diagrama del Saturno C-8.

El Saturno C-8 fue uno de los cohetes inicialmente considerado (en 1960) para llevar a cabo el primer alunizaje tripulado del programa Apolo. No pasó de la fase de estudio.
Fue el mayor de los cohetes tipo Saturno que se consideraron, diseñado para la modalidad de vuelo directo a la Luna. Habría utilizado ocho motores F-1 en la primera etapa, ocho J-2 en la segunda y un J-2 en la tercera. Se distinguía del proyectado cohete Nova en el uso de motores J-2 en la segunda etapa en lugar de motores M-1.

## Especificaciones
- Carga útil: 210.000 kg a LEO (185 km de altura y 28 grados de inclinación orbital); 74.000 kg a órbita de inyección translunar.
- Empuje en despegue: 53.981 kN
- Masa total: 4.770.260 kg
- Diámetro: 12,19 m
- Longitud total: 131 m